# 요한 콘라트 단하우어

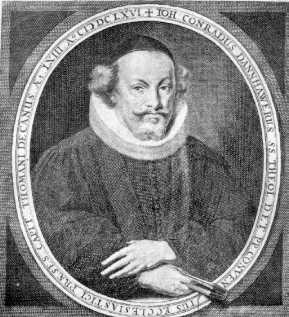
요한 콘라트 단하우어

요한 콘라트 단하우어(독일어: Johann Conrad Dannhauer, 1603년 3월 24년 ~ 1666년 11월 7일)는 독일의 정통 루터교 신학자이며 경건주의 창시자인 필리프 야코프 슈페너의 선생이다.

## 참고 문헌
- 본 문서에는 현재 퍼블릭 도메인에 속한 Schaff-Herzog Encyclopedia of Religious Knowledge 1914의 내용을 기초로 작성된 내용이 포함되어 있습니다.